# Baek-seolgi
Baek-seolgi (백설기), trong tiếng Việt được gọi là bánh gạo hấp, là một loại bánh làm từ bột gạo có nguồn gốc ở bán đảo Triều Tiên và là một phần trong văn hóa ẩm thực nơi đây.

## Giới thiệu
Trong âm Hán tự Baekseolgi bao gồm 3 âm: baek có nghĩa là trắng, seol là tuyết và gi là bánh gạo. Do đó Baekseolgi được hiểu là bánh gạo có màu trắng và xốp như tuyết. Bánh này được hấp trong 1 nồi đất nung truyền thống gọi là siru (시루). 

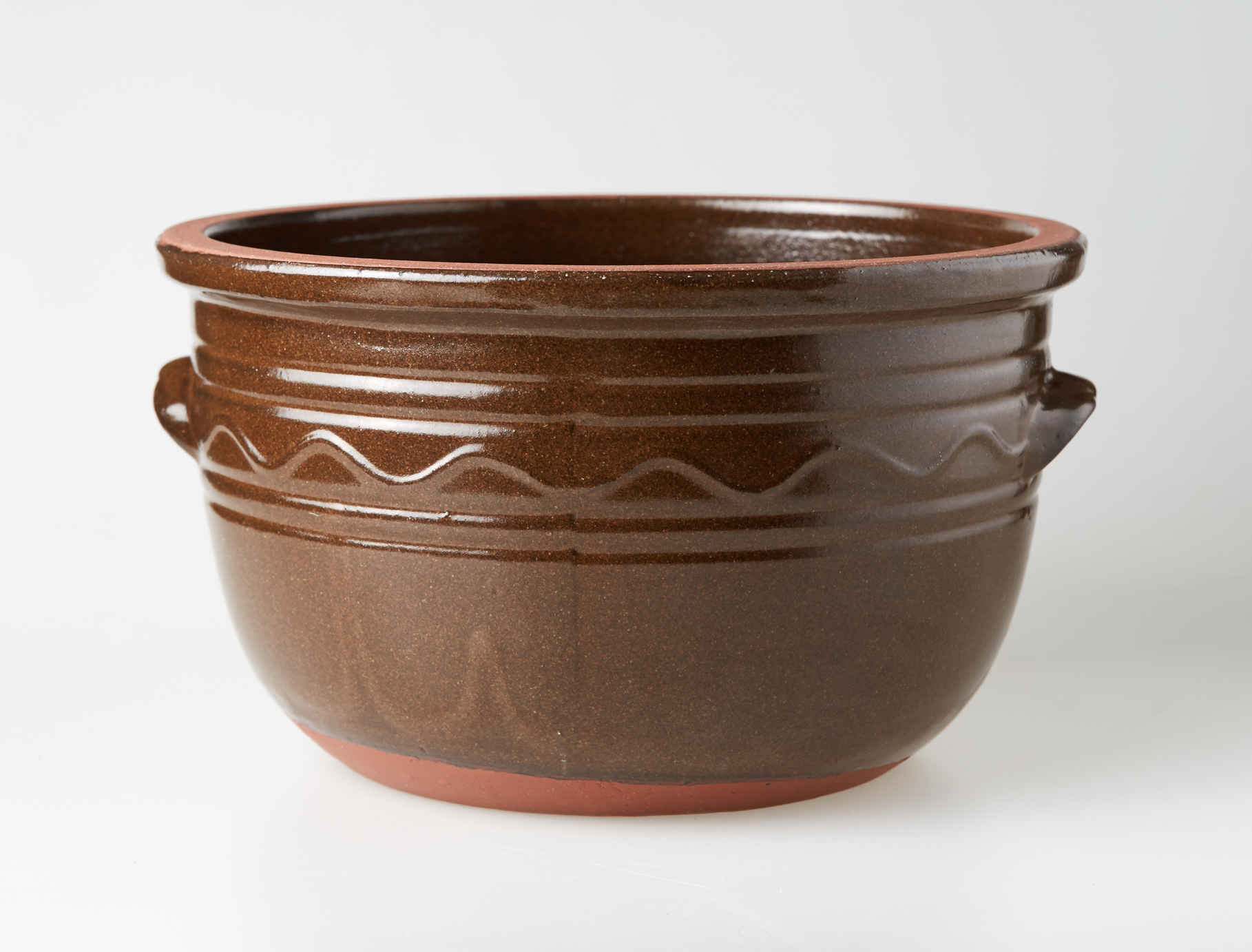
Nồi đất nung Siru (시루) chuyên dùng hấp bánh
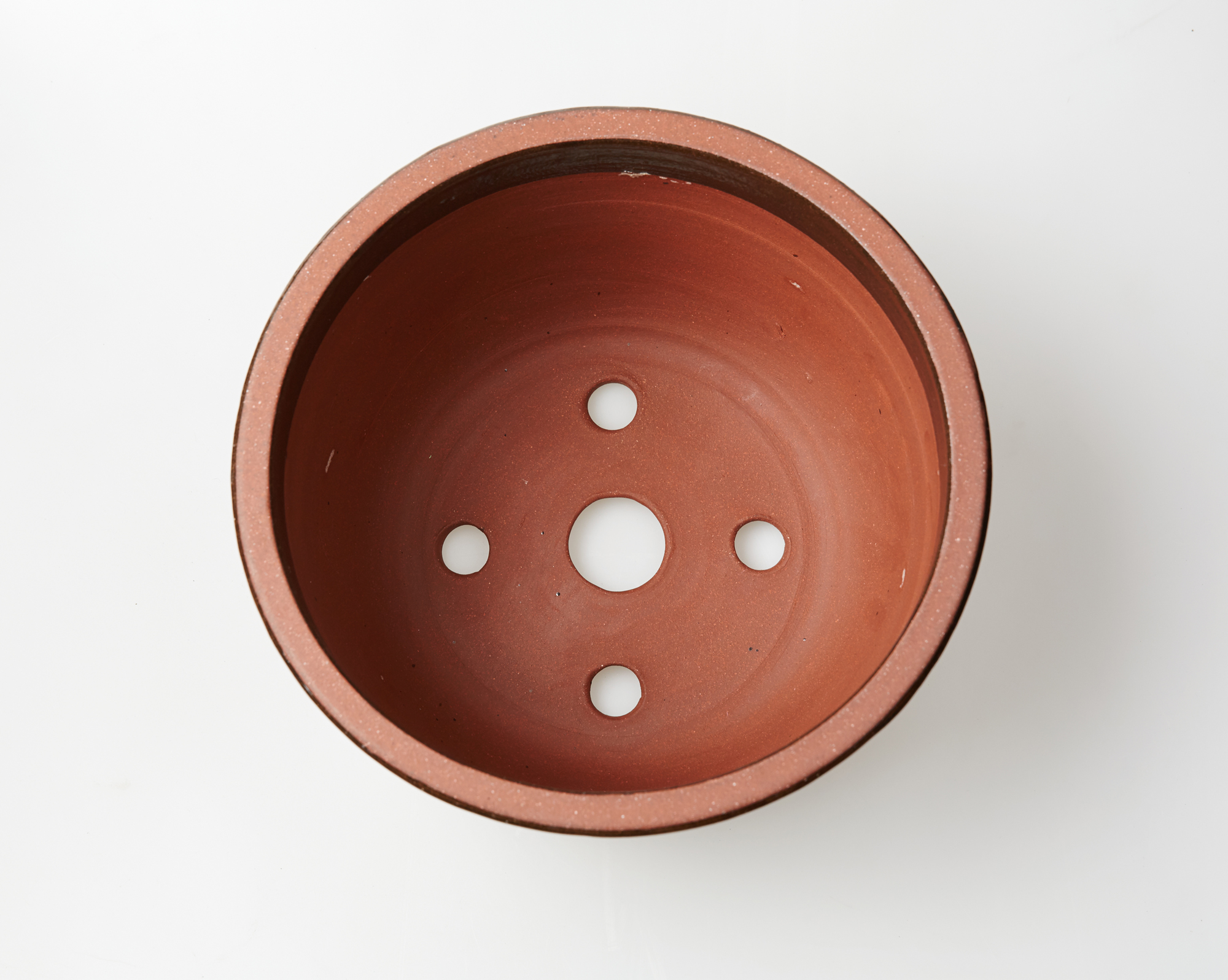
Nồi đất nung Siru (시루) chuyên dùng hấp bánh

Bánh gạo hấp Baekseolgi trước kia không phải là thứ ẩm thực ngày thường, mà chỉ có thể được thưởng thức trong những dịp lễ tết, hiếu hỉ, cúng giỗ hay đình đám. Do bánh gạo hấp Baekseolgi có màu trắng muốt, nên đây là món ăn tiêu biểu và tượng trưng cho điềm lành điềm vui. Ví như dịp mừng trẻ nhỏ sinh ra tròn 100 ngày, ba mẹ em bé sẽ đem bánh gạo hấp Baekseolgi đi biếu cho 100 người, và theo tiềm thức truyền thống của người Hàn Quốc, nếu làm như vậy đứa trẻ sẽ khỏe mạnh không bệnh tật và sống trường thọ. Người Hàn Quốc quan niệm bánh gạo có giá trị và ý nghĩa đặc biệt hơn nhiều so với cơm gạo, nên từ xa xưa đã có rất nhiều câu ca dao tục ngữ liên quan đến món ẩm thực này. Loại bánh này chỉ được ăn cùng các thành viên trong gia đình chứ không chia sẻ với bạn bè hoặc hàng xóm.

## Chế biến
Bột gạo dùng làm bánh Baekseolgi có thể là bột khô hoặc bột ướt. Nếu là bột ướt thì gạo tẻ cho vào nước ngâm trong 1 ngày cho gạo nở, sau đó vớt ra cái rá để thật ráo nước rồi cho vào cối để xay. Còn dùng bột khô thì bột được trộn cùng một phần nước vừa phải.
Phần bột sau đó được rây vừa để loại bỏ hạt quá cỡ vừa để tạo độ bông xốp cho bánh. Độ ẩm của bột có vai trò vô cùng quan trọng đối với món Baekseolgi. Bột bánh chỉ vừa ẩm để có thể hấp chín chứ không phải hòa nhão như các loại bánh khác.
Bột ẩm rây kỹ sau đó được cho vào khuôn và hấp chín, có thể được bổ sung các loại quả và hạt khô như táo tàu, mơ khô, hạt dẻ hoặc hạt óc chó...
Nhiều người có thể sáng tạo bằng cách trộn bột cùng các nguyên liệu màu để tạo nên chiếc bánh nhiều lớp, nhiều màu sắc.
Các món bánh trái tráng miệng nổi tiếng của Triều Tiên:
- Gangjeong (강정), Yugwa (한과)
- Tteok (떡): songpyeon, injeolmi, baekseolgi, và jeolpyeon
- Jeonggwa (정과)
- Yakgwa (약과)
- Maejakgwa (매잡과)
- Yeot (엿)